# Sindžar
Sindžar (arabsko سنجار‎, Sindžar, kurdsko شنگار/ شنگال, Şengal/Şingal/Şingar, sirsko  ܫܝܓܳܪ‎, Shiggor, latinsko Singara), znan tudi kot Šingal je mesto v okrožju Sindžar v provinci Ninive v Iraku. Leta 2013 je imel 88.023 prebivalcev, večinoma jazidskih in šingalskih muslimanov, in arabsko in asirsko manjšino. 
Na bližnji gori Sindžar stoji pomembno svetišče Čermera, ki v prevodu pomeni 40 mož.

## Zgodovina
Peutingerjeva karta  naseljenega sveta omenja, da so rimski geografi Singaro umeščali na prostor zahodno od perzijskih Trogloditov  (latinsko Troglodytae Persiae), ki so bili naseljeni na ozemlju okoli gore Sindžar. Srednjeveški Arabci so imeli Sindžar za del 
Diyār Rabī'a – bivališča plemena  Rabī'a. 
Bližnja Sindžarska ravnica, sedanja Ninivska ravnica, je bila prizorišče, na katerem so  Al Hvarizmi in drugi astronomi med vladavino kalifa Al Mamuna določili vrednost kotne stopinje.
V 8. stoletju se je mesto ponašalo s slavno asirsko cerkvijo.
Leta 2007 je v eksploziji, ki jo je sprožila Al Kaida, umrlo več sto  Jazidov.